# Aena
Aena (Aeropuertos Españoles y Navegación Aérea) – hiszpańskie przedsiębiorstwo będące własnością Skarbu Państwa, które jest właścicielem i zarządcą wszystkich hiszpańskich lotnisk. AENA jest również odpowiedzialna za kontrolę ruchu powietrznego w całej Hiszpanii. Centrala znajduje się w stolicy kraju – Madrycie. Obecnie AENA wdraża program rozbudowy swoich lotnisk: 6,2 miliarda € zostało przeznaczone na rozbudowę i częściową modernizację największego portu lotniczego w kraju Madryt-Barajas, która zakończyła się w 2006 r. Kolejne rozbudowy lotnisk prowadzone są w dalszych największych lotniskach kraju: Barcelona-El Prat, Alicante i Málaga. Do programu ekspansji włączone zostały kolejne porty lotnicze, a ich rozbudowa prowadzona będzie w stosunku do zwiększenia się popytu na transport lotniczy.
AENA jest największym operatorem lotniczym na świecie, posiada swoje udziały w portach lotniczych w takich krajach jak: Meksyk, USA, Kuba, Boliwia, Szwecja, Wielka Brytania i Kolumbia.
Lotniska należące do AENA charakteryzują się nowoczesną fasadą budynków oraz wszystkie dostosowane są do potrzeb osób niepełnosprawnych.
Największe hiszpańskie porty lotnicze należące do AENA:
1. Port lotniczy Madryt-Barajas
2. Port lotniczy Barcelona-El Prat
3. Port lotniczy Palma de Mallorca-Son San Juan
4. Port lotniczy Málaga
5. Port lotniczy Gran Canaria
6. Port lotniczy Alicante
7. Port lotniczy Aeropuerto de Tenerife Sur
8. Port lotniczy Walencja
9. Port lotniczy Lanzarote
10. Port lotniczy Girona
11. Port lotniczy Ibiza
12. Port lotniczy Fuerteventura
13. Port lotniczy Sewilla
14. Port lotniczy Bilbao
15. Port lotniczy Tenerife Norte
16. Port lotniczy Menorka
17. Port lotniczy Santiago de Compostela
18. Port lotniczy Murcja-San Javier
19. Port lotniczy Jerez
20. Port lotniczy Asturia
21. Port lotniczy Grenada-Federico García Lorca
22. Port lotniczy Vigo
23. Port lotniczy Reus
24. Port lotniczy La Coruña